# Municipio de Olin
El municipio de Olin (en inglés: Olin Township) es un municipio ubicado en el  condado de Iredell en el estado estadounidense de Carolina del Norte. En el año 2010 tenía una población de 1.840 habitantes.

## Geografía
El municipio de Olin se encuentra ubicado en las coordenadas 35°56′7.48″N 80°52′14.26″O / 35.9354111, -80.8706278.